# Jill Jolliffe
Jill Jolliffe (7 de febrero de 1945-2 de diciembre de 2022) fue una periodista y autora australiana que informó sobre Timor Oriental desde 1975. Fue la autora de Finding Santana and Balibo.

## Educación y carrera
Educada en Geelong High School y Monash University, visitó Timor Oriental con una delegación de estudiantes en abril de 1975 mientras realizaba estudios de posgrado en la Universidad Nacional de Australia. Fue testigo de las primeras incursiones de las tropas regulares indonesias en Timor Oriental en septiembre de 1975 e informó sobre la muerte de los Cinco de Balibo el mes siguiente. Publicó su primer libro con University of Queensland Press en 1978 titulado "East Timor: Nationalism and Colonialism", que fue escrito durante su beca para jóvenes escritores de la Junta de Literatura del Consejo de Australia.
Vivió en Portugal desde 1978 hasta 1999, informando sobre Portugal, Angola y otras excolonias portuguesas, así como sobre Timor Oriental. Más tarde regresó a Australia para residir en Darwin. Fue corresponsal de Nation Review, Reuters, UPI, The Guardian, The Sunday Times, The Age, Sydney Morning Herald y la BBC.
También dirigió su primer documental televisivo "The Pandora Trail" en 1992, que expuso los negocios de prostitución en Europa y la esclavitud de mujeres españolas, portuguesas y del tercer mundo. Fue finalista del Territorio del Norte para el premio Senior Australian of the Year en 2010.

## Trabajo en Timor Oriental
En 1994, ingresó a las montañas de Timor Oriental desde Indonesia para reunirse con el líder guerrillero Nino Konis Santana. Fue capturada por el ejército indonesio pero, a pesar de eso, pudo completar su documental "Blackade". Cubrió las guerras en Angola y el Sáhara Occidental, y se le prohibió ingresar a Indonesia debido a sus críticas a la invasión indonesia de Timor Oriental y sus consecuencias. El libro de Jolliffe de 2001 Cover-Up: la historia interna de los Cinco de Balibo cuenta la historia de la captura y asesinato de los Cinco de Balibo, la evasión posterior del tema por parte de los gobiernos de Indonesia y Australia, y su conexión con la decisión de Indonesia de invadir y ocupar Timor Oriental. El libro, investigado por la autora durante más de veinte años, "es tanto una investigación de la ocupación indonesia de Timor Oriental como un estudio de caso de los asesinatos de Balibo". La propuesta de basar una película en su libro evidenció algunas críticas a sus puntos de vista sobre los "colegas", como informó brevemente en 2004 un periódico del Reino Unido. La película Balibo se basó en el libro y se estrenó en 2009.

## Obra
- East Timor: nationalism and colonialism. 1978.
- Timor, Terra Sagrenta. (1989)
- Aviz: A Lisbon Story (1998)
- Depois Das Lagrimas. (2000, ed.)
- Cover-Up: The Inside Story of the Balibo Five Scribe, Melbourne (2001)
- Balibo (2009) – revisión actualizada de Cover-Up en una edición relacionada con la película[9]
- Finding Santana (2010)[10]
- Run for your Life, Affirm Press, South Melbourne (2014)

## Documentales de televisión
- The Pandora Trail (1992) - sobre negocios de prostitución europeos
- Blockade (1997) - historia de la lucha guerrillera de Timor Oriental
- Foreign Correspondent, sobre Balibo Five (1998), con Jonathan Holmes